# Autorretrato con Tulla Larsen
Autorretrato con Tulla Larsen (en noruego: Karikert portrett av Tulla Larsen) o Autorretrato con fondo verde (en noruego: Selvportrett mot grønn bakgrunn) es una pintura al óleo del artista noruego Edvard Munch de 1905. 
La pintura es un retrato del propio artista y su prometida Tulla Larsen. Cuando su relación terminó amargamente, Munch dividió su retrato en dos partes. En el catálogo de 2008 de Gerd Woll, está catalogado como dos cuadros con los números 645 y 646 respectivamente. 
Munch y Tulla Larsen se conocieron en Berlín en 1899 y comenzaron una relación tormentosa. Larsen, mujer de clase alta y espíritu libre, quería casarse con Munch, pero dudó al mismo tiempo que la salud del artista se deterioraba y su consumo de alcohol aumentaba. Durante una pelea en 1902, Munch recibió un disparo en la mano izquierda. Al final, Larsen decidió dejar al borracho Munch. Cuando se casó con otro hombre, Munch se enfureció y cortó la pintura por la mitad. Las tres pinturas de La muerte de Marat y las dos de La asesina junto con Asesinato también tienen sus antecedentes en esta relación y el incidente del tiroteo de 1902. 